# Colony Club Gutenhof Himberg
De Colony Club Gutenhof Himberg is de eerste golfclub met 36 holes in Oostenrijk. Hij ligt op het landgoed Gutenhof in Himberg, ongeveer 10 kilometer ten zuiden van Wenen.
De twee 18 holesbanen worden de Oostbaan en de Westbaan genoemd. Beide banen hebben een par van 73.
Het clubhuis is gebouwd in een coloniale stijl en ligt aan een meer, waarin de eiland-green ligt van de 18de hole van de Westbaan. In 2000 is het gebouw gerenoveerd. De club heeft ook enkele tennisbanen.

## Internationale toernooien
- Oostenrijks Open 1993, gewonnen door Ronan Rafferty
- Ambassadors Cup: De United Nations Golf Club organiseert dit toernooi sinds 2007.